# Aleksandrovac
Aleksandrovac (en serbio cirílico : Александровац) es un pueblo y municipio de Serbia, del cual es la cabecera, en el distrito de Rasina. En el censo de 2011 el pueblo contaba con 6265 habitantes y el municipio con 26.534.

## Geografía

### Relieve
El municipio de Alexandrovac está situado en el centro de Serbia. Al oeste de la ciudad se encuentran las estribaciones de los Alpes Dináricos (montes Goč, Željin y Kopaonik). La altitud varía entre los 190 y 1785 m sobre el nivel del mar. Esta variabilidad del terreno da lugar a dos grandes espacios geográficos. el bajo Župa (Donja Župa) incluye una zona de baja altitud (entre 205 y 700 m ). Se trata de una zona montañosa que alberga un importante conjunto cultural e histórico. La Župa montañosa representa el 70% del territorio 2.

## Demografía
| 1948 | 1953 | 1961 | 1971 | 1981 | 1991 | 2002 | 2011 |
| ---- | ---- | ---- | ---- | ---- | ---- | ---- | ---- |
| 1027 | 1153 | 1320 | 3067 | 5077 | 6354 | 6476 | 6265 |

## Localidades del municipio de Aleksandrovac

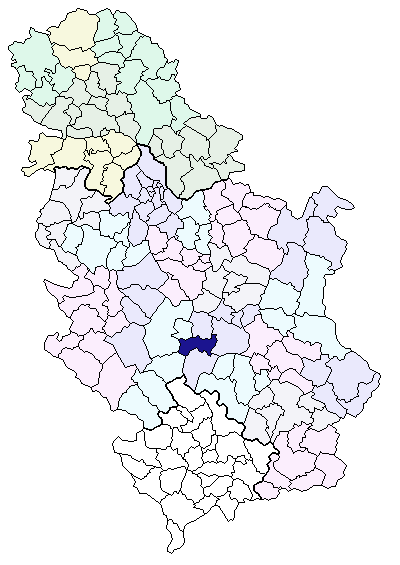
Localización del municipio de Aleksandrovac en Serbia

El municipio de Aleksandrovac cuenta con 55 localidades :
| - Aleksandrovac - Bzenice - Bobote - Boturići - Bratići - Velika Vrbnica - Velja Glava - Venčac - Vitkovo - Vražogrnci - Vranštica | - Vrbnica - Garevina - Gornja Zleginja - Gornje Rataje - Gornji Vratari - Gornji Stupanj - Grčak - Dašnica - Dobroljupci - Donja Zleginja - Donje Rataje | - Donji Vratari - Donji Stupanj - Drenča - Jelakci - Kožetin - Koznica - Latkovac - Laćisled - Lesenovci - Leskovica - Ljubinci | - Mrmoš - Novaci - Panjevac - Parčin - Pleš - Ploča - Popovci - Puhovac - Raklja - Ržanica - Rogavčina | - Rokci - Rudenice - Stanjevo - Starci - Strmenica - Stubal - Subotica - Tržac - Trnavci - Tuleš - Šljivovo |

Aleksandrovac está clasificado oficialmente como ´´localidad urbana´´ (en serbio: градско насеље y gradsko naselje); todos las demás localidades son considerados pueblos (село/selo).